# 놀던언니
《놀던언니》는 대한민국 E채널, 채널S의 예능 프로그램이다.

## 출연자

### 시즌 1
- 채리나 (룰라, 디바 멤버)
- 이지혜 (샵 출신)
- 나르샤 (브라운 아이드 걸스 멤버)
- 아이비
- 초아 (AOA 전 멤버) (1회 ~ 2회, 4회 ~ 8회)

### 시즌 2
- 채리나 (룰라, 디바 멤버)
- 이지혜 (샵 출신)
- 나르샤 (브라운 아이드 걸스 멤버)
- 아이비
- 초아 (AOA 전 멤버)
- 이영현 (빅마마 멤버)

## 게스트

### 시즌 1
- 2회 : 김현정 (스페이스A 출신), 미나, 홍영주
- 3회 : 이지현 (쥬얼리 출신), 유빈 (원더걸스 멤버), 주이 (모모랜드 멤버)
- 4회 : 지니 (디바 멤버), 김현정, 춘자
- 5회 : 왁스, 별, 정인
- 6회 ~ 7회 : 트루디, 자이언트핑크, 미료 (브라운 아이드 걸스 멤버), 장은아, 레이나 (애프터스쿨, 오렌지캬라멜 멤버)
- 8회 : 백지영

### 시즌 2
- 2회 : 최영재
- 3회 : 조혜련
- 4회 : KCM, 김정민
- 5회 : 베이비복스 (김이지, 이희진, 심은진, 간미연)
- 6회 : 나르샤 남편, 이지혜 남편, 초아 언니